# Elima (journal)
Pour les articles homonymes, voir Elima.
Elima est un quotidien du Congo-Kinshasa, créé en 1928 et nommé Le Matin par des missionnaires catholiques.
Il est utilisé comme organe de presse du président Mobutu Sese Seko, pour ensuite se retrouver du côté de l’opposition.